# Партизански пут
Партизански пут на Фрушкој гори је њена жила која се простире целом њеном дужином од источног, ка западном делу. Она је главна саобраћајница дужине око 45 km која својим већим делом пролази кроз шуму. Почиње у близини Банстола на источној, а завршава се на раскрсници Визић-Нештин на западној страни Фрушке горе.

## Историјат
У давна времена путеви преко Фрушке горе су спајали фрушкогорска села из Подунавља, са њеним јужним делом: Сремски Карловци—Крушедол, Сремска Каменица—Ириг, Беочин—Бешеново, Свилош—Лежимир, Илок—Шид. Ишли су гребеном планине и није било правог пута.
После Сланкаменачке битке 1691. године, у част војсковође Еугена Савојског, Аустроугарска власт инжињерима монархије дала је задатак да испројектују пут „Билом”. Протезао се грабеном Фрушке горе од Илока, све до изнад Буковца (жути пут), „Барутане” и Петроварадинске тврђаве, назван је „Еуген Вег”.
Послератна власт назвала га је „Партизански пут” зато што су се поред пута налазили распоређени партизански одреди и у том пределу је током Другог светског рата била слободна територија. Оснивањем омладинског насеља „ОРА Летенка”, 70-тих година прошлог века, стари пут је модернизован и асфалтиран. Направљен је 1976. године, током Омладинске радне акције.

## Пут данас
Својом путањом редом спаја неке од најтрактивнијих фрушкорских локација: Иришки венац, Змајевац, Бранковац, Јабуку, Летенку, као и многе друге знаменитости попут спомен-обележја Слобода и ТВ торња на Иришком венцу, Црвеног чота, извора Светог Ђурђа, Папратског Дола итд.
У њега се са различитих страна планине уливају многе друге важне саобраћајнице, из праваца: стари пут Београд—Нови Сад код Банстола, Сремске Каменице, Ирига, Раковца, Врдника, Беочина, Свилоша итд. што додатно повећава значај овог „шумског” пута.
На жалост, пут се данас налази у изузетно лошем стању и на њему већ више од деценију нису рађене никакве санације, ако изузмемо један део на Иришком венцу. У надлежности је шест различитих општина, које никако међу собом не могу да се договоре о његовој реконструкцији.